# Lacasitos
Lacasitos son una línea de productos de chocolate lanzados al mercado español el 13 de junio de 1982 por la empresa chocolatera española Chocolates Lacasa, conocida también por sus Conguitos.
Los Lacasitos son unas grageas de chocolate con leche recubiertas por 150 capas de azúcar. Tienen forma circular achatada similar a una lenteja, con un diámetro de un centímetro, y se producen en siete colores diferentes (blanco, marrón, rojo, azul, verde, amarillo y naranja), aunque puede haber variaciones en función del país donde se venden. Su nombre proviene de ser el producto más pequeño elaborado por la empresa y son similares a los M&M's, los Smarties o las Pintarolas y, en general, a las botonetas.
Desde sus orígenes llevaban impreso el nombre sobre su superficie, pero en 2015 la empresa renovó su imagen introduciendo letras y números impresos que permiten formar palabras y frases, ayudando con ello a los niños tanto a asimilar los colores como a aprender las letras y palabras. Además, pensando en el público adolescente familiarizado con las redes sociales, se incluyeron también símbolos usuales de internet como hashtags y arrobas.
Desde septiembre de 2014, los tubos llevan escritos los 132 nombres más frecuentes en niños de entre 3 y 12 años para hacerles sentir especiales al llamarlos por su nombre.